# 高流灣
22°27′34.358″N 114°21′42.253″E / 22.45954389°N 114.36173694°E

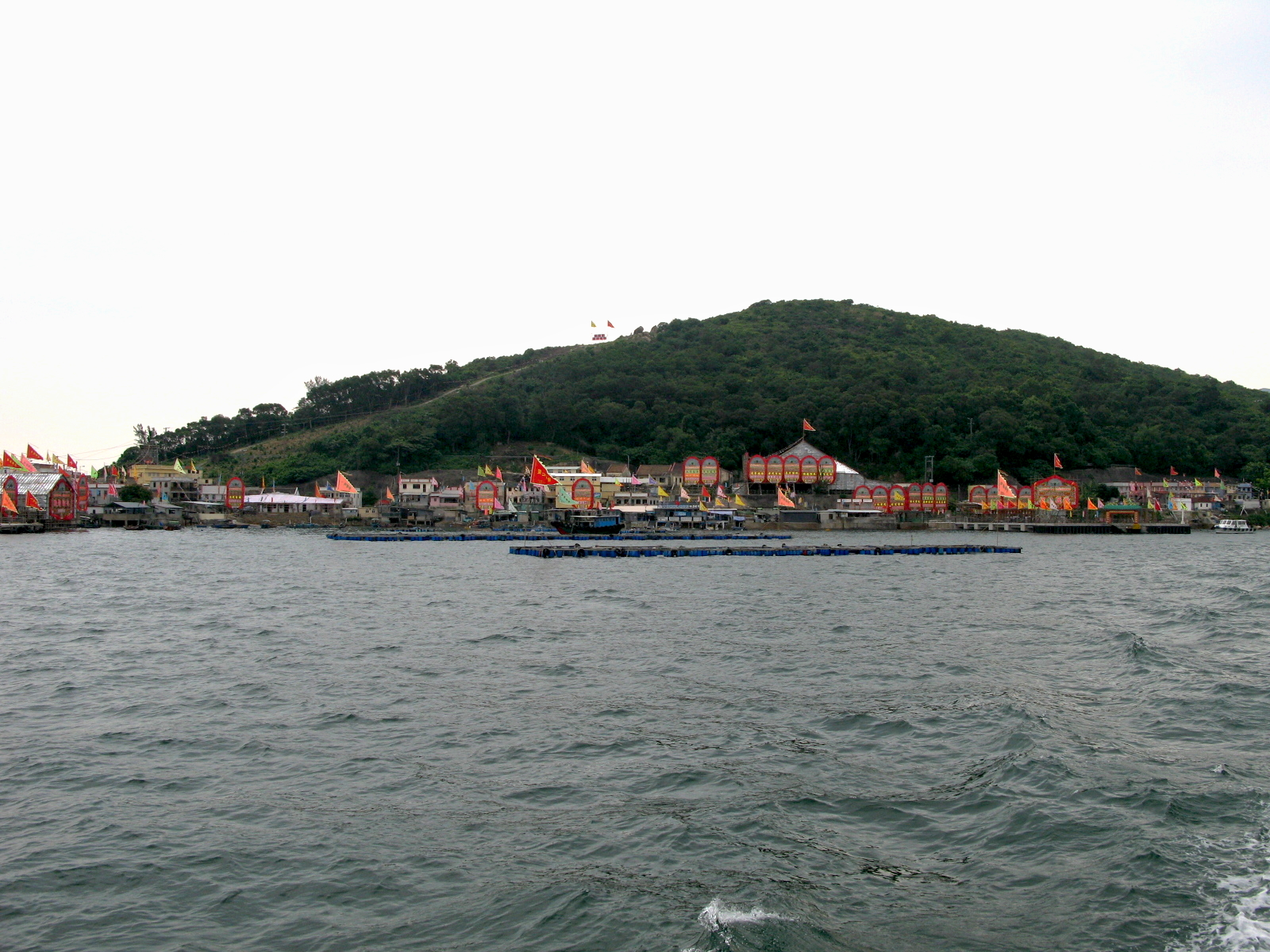
高流灣

高流灣，又名較流灣，是位於香港新界西貢北的海灣，行政區域屬於大埔區，郊野公園屬西貢東郊野公園。高流灣與赤門口的塔門相對，兩地之間的水道名為塔門口。:198
高流灣村村民以養魚維生，漁货出售往中國大陸和大埔漁市場:198，村內亦有數家餐館和士多經營和一座清朝道光年間所建的天后廟。

## 名稱由來
較流灣與塔門嘴的塔門口海底有一大塊圖形礁排，攪起漩渦令水流變急，村民登高時看到海水轉動，故名「較流」（「攪流」的諧音）。:197後來被更名為高流灣。:197

## 歷史

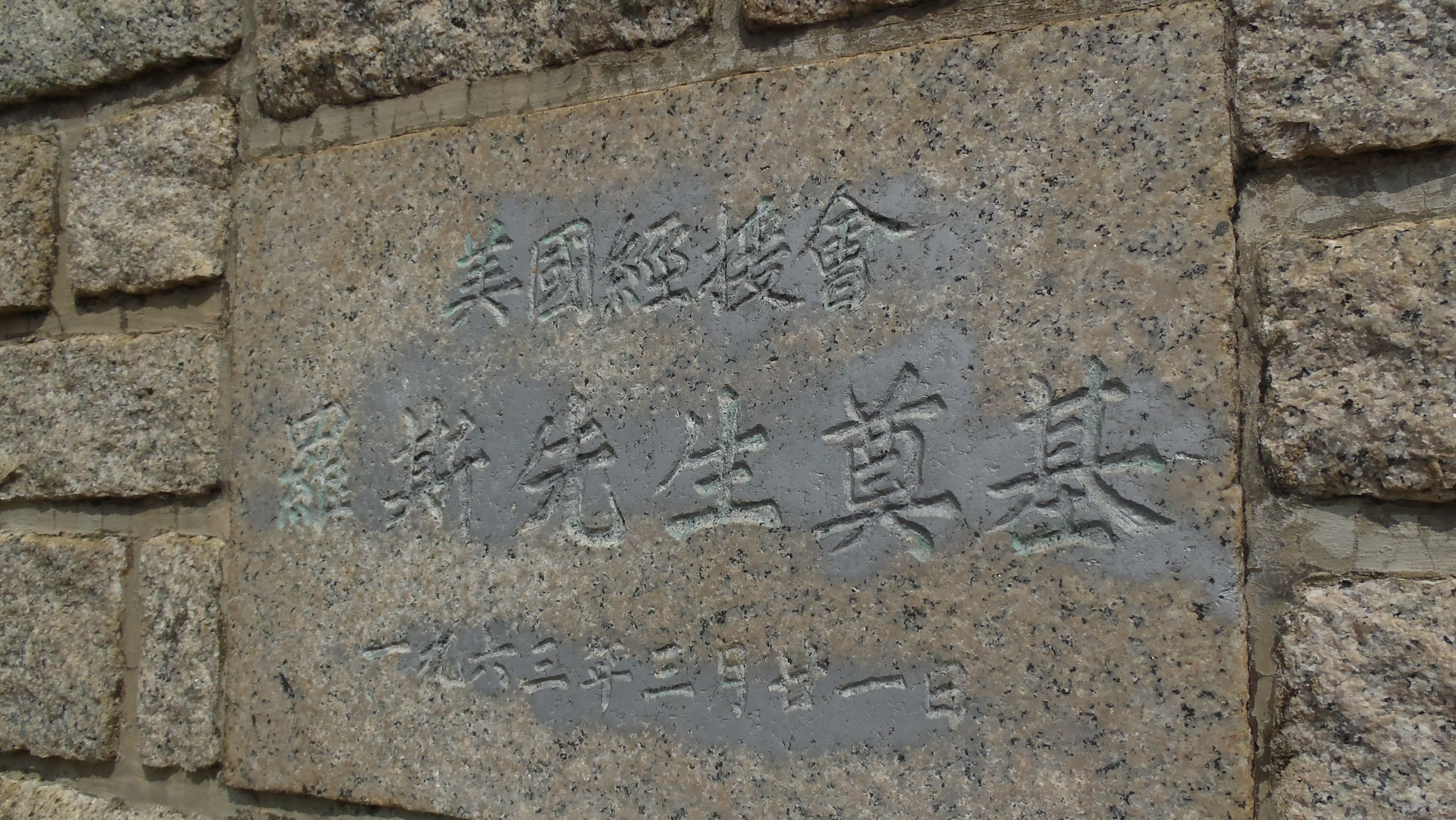
高流灣村公所

在200多年前，村民移居至較流灣一帶，並在該地建村，當時村內約有1000人居住，村民中的七成為石氏。但後來大部分村民都搬離村落，到海外謀生，人口只剩下70多人。:198
1967年，高流灣公眾碼頭建成，令村民對外連接更容易。2004年，政府展開了碼頭重建工程，並於2006年完成，面積由400餘增至超過500平方米，增加了對遊客的吸引力。:200

## 生活
高流灣一帶並沒有醫療機構，政府為方便村民求診，逢星期四，慈雲號醫療船便會停在高流灣碼頭，為村民提供醫療服務。:199
寄到高流灣村的郵信由於數量不多，政府為了節省資源，只聘用村內一位臨時郵差定期到黃石碼頭領信，再回到村內派信，亦只會收取象徵式的交通費。:201

## 節慶
高流灣每七年舉行一次安龍清醮。當天安龍的重要環節是鄉民上山安龍，到村中命脈的巨石前拜祭，期間，壯丁們則舞動取「龍頭鳳尾」之意的活鴨、活雞的「龍」。2015年第13屆活動費用逾200萬元，主要是每晚電燈費、搭棚費、人工，請戲班及舞獅班費用，參與村民約1700名。活動開始前一天，許多鄉親已到漁村迎接傳統活動。「佛誕」啟壇日和農曆四月十三日粵劇最後一天的臺柱演出都是最熱鬧，也是最多村民慶祝的日子。

## 交通
早期往返高流灣交通依賴油蔴地小輪的吐露港渡輪線，村民可以經水路往返沙田。:199
現時，由於高流灣受西貢東郊野公園包圍，並沒有車路連接。翠華船務提供來往黃石碼頭的街渡服務，部分班次途經赤徑，全程約30分鐘；翠華船務亦有提供每天兩至三個街渡班次來往馬料水碼頭，途經深涌、荔枝莊、塔門，全程約1小時30分鐘。
除了水路外，高流灣亦有一條非官方山徑連接。山徑以北潭凹為起點，途徑麥理浩徑第二段、赤徑、東龍二輋、蛋家灣後抵達高流灣，全程約需5小時。:200